# Escher in Het Paleis
Escher in Het Paleis is een kunstmuseum aan het Lange Voorhout in de Nederlandse stad Den Haag. Het is gehuisvest in het uit 1764 daterende Paleis Lange Voorhout en herbergt sinds 2002 een permanente tentoonstelling die geheel is gewijd aan het werk van de Nederlandse graficus Maurits Cornelis Escher.

## Museum
De gemeente Den Haag gaf in 1992 het paleis een museumfunctie als onderdeel van het Gemeentemuseum Den Haag. De eerste periode waren er tentoonstellingen van onder anderen Rodin en Frida Kahlo. Ook werden meubels van Maison Krul tentoongesteld.
Sinds 16 november 2002 wordt het museum beheerd door de 'Stichting Escher in Het Paleis' en is het geheel gewijd aan de 20e-eeuwse grafische kunst van M.C. Escher, die omringd wordt door een gaaf gebleven 19e-eeuwse entourage. De Amerikaanse kunstenaar Donald Judd ontwierp de parketvloer van de begane grond en de 1e verdieping. De Rotterdamse kunstenaar Hans van Bentem ontwierp vijftien verschillende kroonluchters voor de voormalige koninklijke vertrekken in Het Paleis. Zo hangt er in de balzaal een enorme ster die eindeloos spiegelt tussen de twee spiegels. In andere zalen vindt men een doodshoofd, een haai, en een zeepaardje boven het werk van Escher.

## Collectie
Met ruim 120 werken zijn bij 'Escher in Het Paleis' afdrukken van bijna zijn gehele oeuvre te zien. Het hoogtepunt van de tentoonstelling is de zeven meter lange Metamorfose III. Deze houtsnede wordt door middel van een bijzondere, ronde opstelling aan het publiek getoond met het doel de kijker de koppeling van eeuwigheid en oneindigheid te laten ervaren. Naast de beroemde prenten is in 'Escher in Het Paleis' ook vroeg werk te zien, zoals de Italiaanse landschappen, studietekeningen van Moorse mozaïeken en stillevens. Aan de hand van houtblokken en lithostenen wordt zijn werkwijze uitgelegd.
Op de tweede etage is een interactieve tentoonstelling ingericht met als thema 'Kijken als Escher'. Hier vindt men de kamer van Escher waarbij kinderen groter lijken dan hun ouders, een video waarin men zich in de wereld van Escher kan wanen en een 'onmogelijke kubus'. Met speciale 'Escher Games' kan publiek de kennis over Escher testen en spelen met zijn werk.

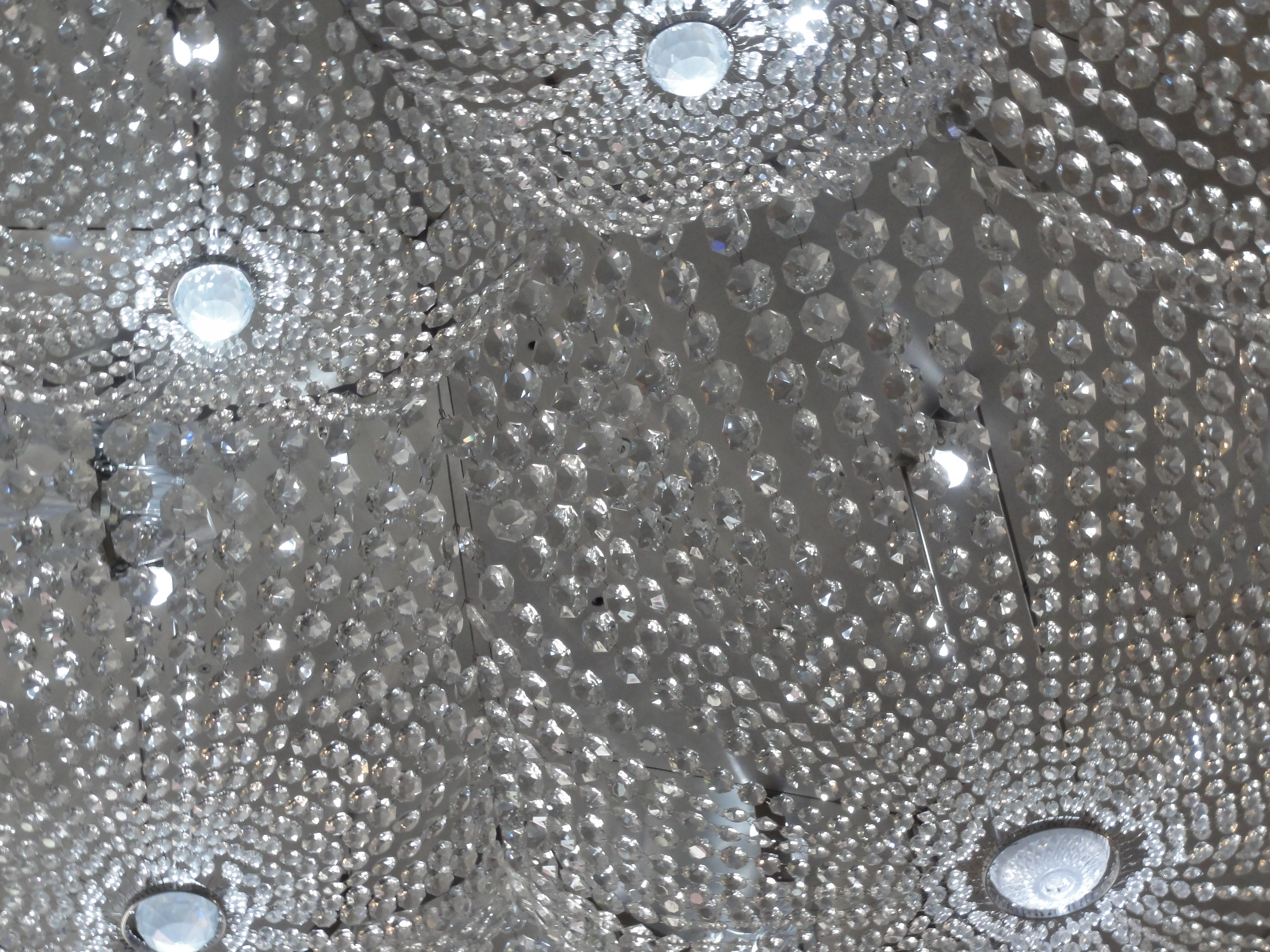
Hemellichamen
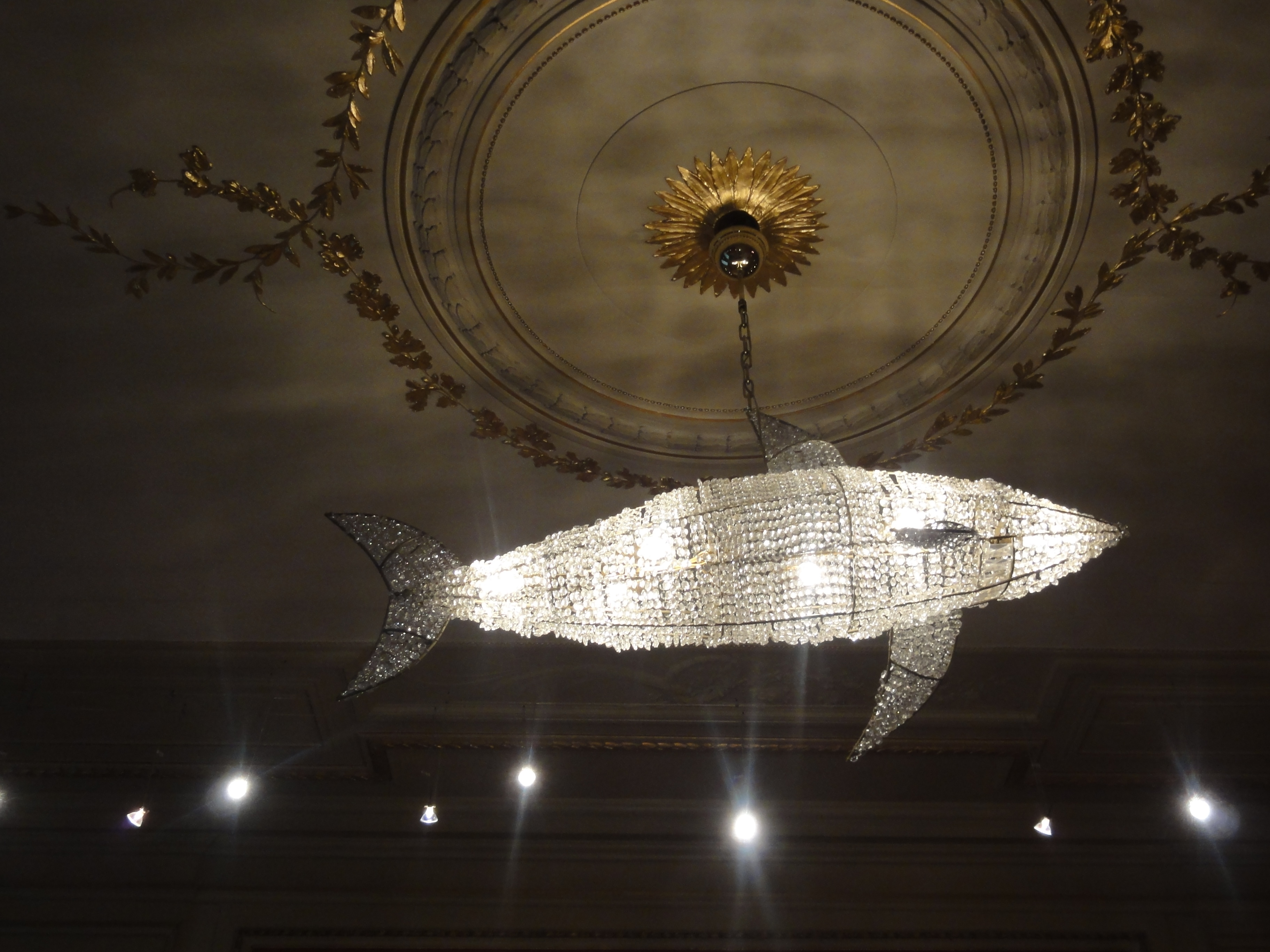
Vis
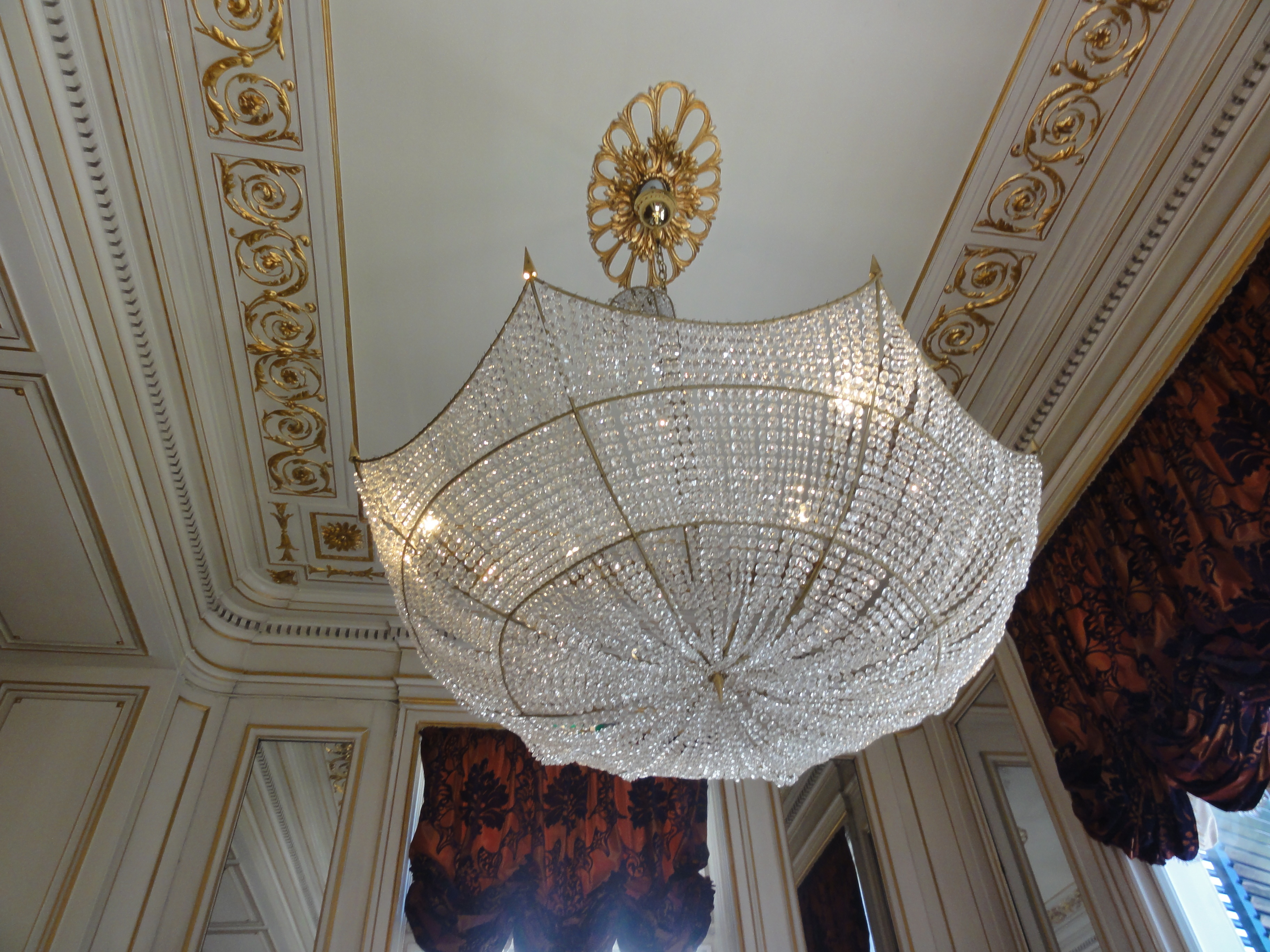
Paraplu
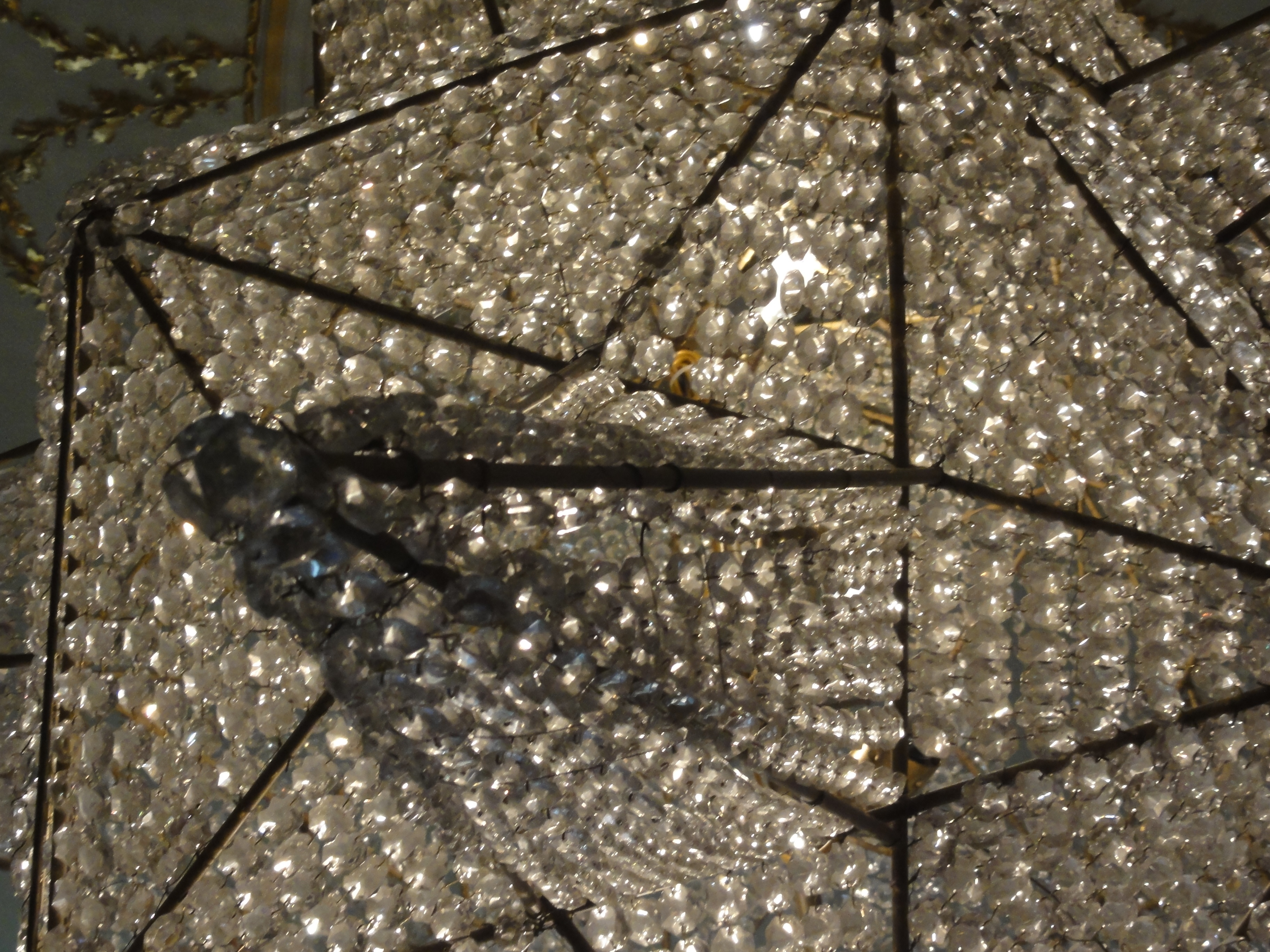
Ster
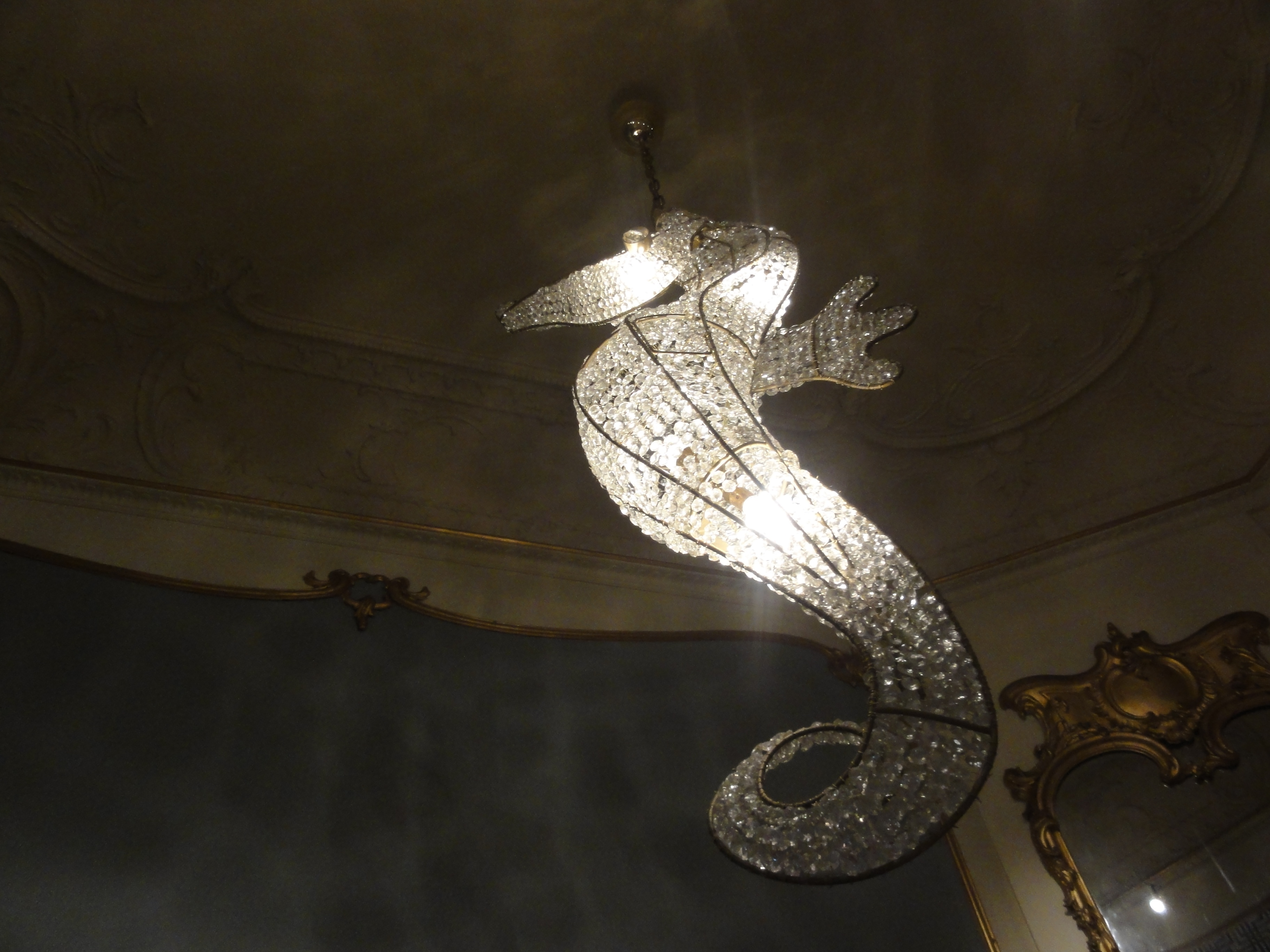
Zeepaardje
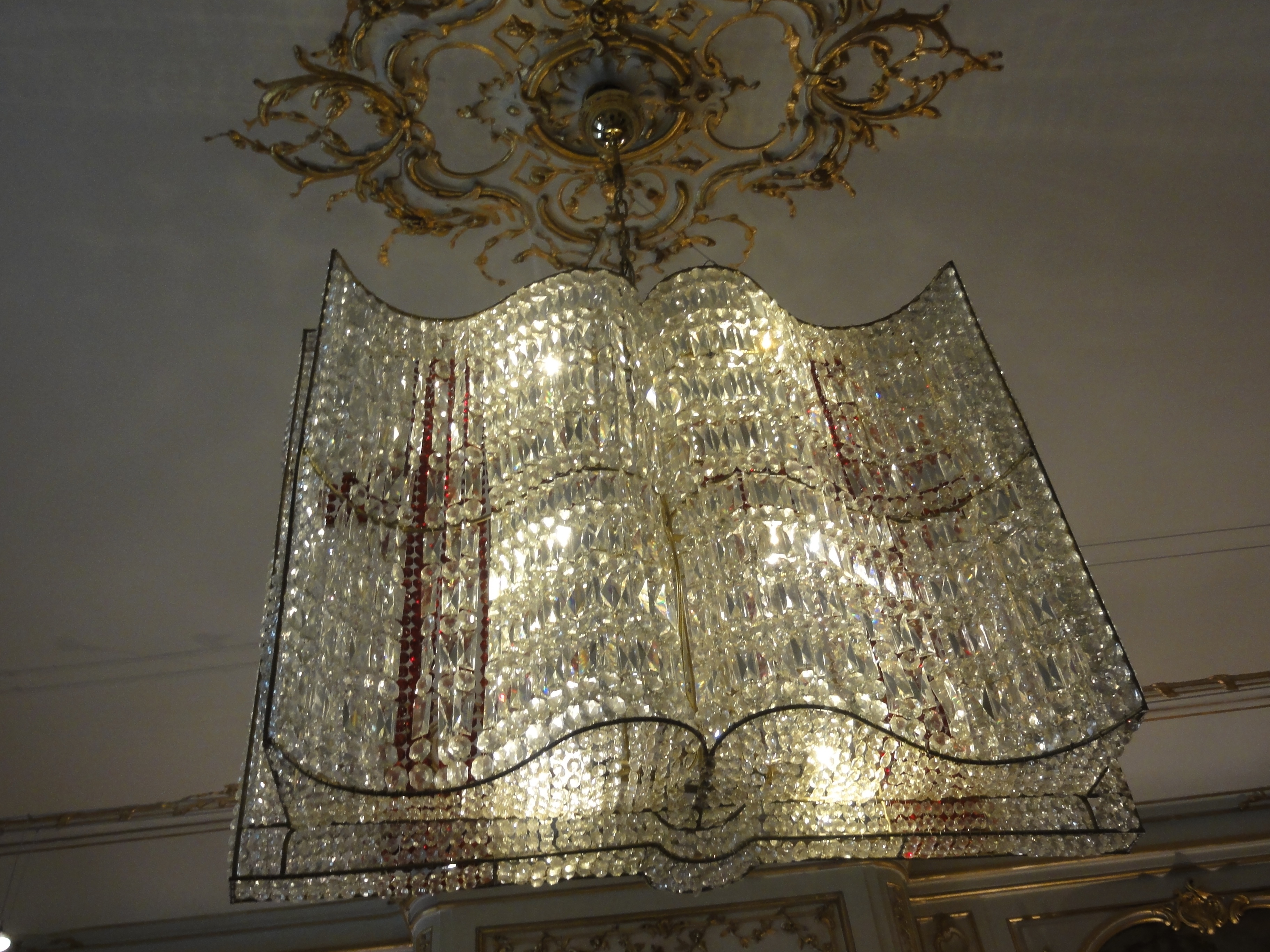
Boek

## Verhuisplan
In september 2015 maakte toenmalig directeur Benno Tempel bekend dat hij de collectie van het Escher-museum wilde verhuizen naar het gebouw van de Amerikaanse ambassade aan het Lange Voorhout. In het paleis zou dan mogelijk de Delfts blauw-collectie van het Kunstmuseum Den Haag worden ondergebracht. Aan het plan werd om diverse redenen (nog) geen uitvoering gegeven nadat de ambassade in 2018 verhuisd was naar Wassenaar.